# Deathray
Deathray est un groupe de rock américain, originaire de Sacramento, en Californie. Il implique notamment un certain nombre d'anciens membres du groupe Cake dont Greg Brown et Victor Damiani.

## Biographie
La création de Deathray est intimement liée au parcours d'un autre groupe de rock de Sacramento: Cake. Après la sortie de leur second album, Fashion Nugget, le groupe rencontre un important succès, en particulier dû au single The Distance écrit par Brown. Cependant Brown se sentant éclipsé par le chanteur John McCrea décide de quitter le groupe tout comme le bassiste Victor Damiani en 1997, peu avant l'enregistrement de Prolonging the Magic.
En 1999, Brown et Damiani rencontrent Dana Gumbiner qui se produit alors en solo sous plusieurs noms, dont The Microauts à Sacramento. Les trois musiciens recrutent le batteur James Neil et le claviste Max Hart. Le nouveau groupe se baptise Deathray et commence à composer. Le groupe enregistre un EP de démos et parvient à en vendre 5 000 copies avant de signer chez Capricorn Records.
Leur premier album éponyme est produit par Eric Valentine en 2000. Alors que l'album reçoit un bon accueil critique, le groupe doit faire face à la faillite de leur maison de disques et une tournée nationale qui connaît de gros problèmes d'organisation. Après d'âpres négociations, Deathray quitte Capricorn mais demeure propriétaire des masters de leur album qu'ils rééditeront sous leur nouveau label Doppler Records.
Peu après, Max Hart quitte le groupe pour fonder sa propre formation, The High Speed Scene. Puis c'est au tour du batteur James Neil d'abandonner la formation. Il sera remplacé par un autre ancien membre de Cake, Todd Roper. En 2002, le groupe sort un maxi, White Sleeves, qui s'attire de bonnes critiques. Deathray sort son deuxième album studio, Believe Me en 2005.

## Membres
- Dana Gumbiner - chant, guitare, claviers
- Greg Brown - chant, guitare
- Victor Damiani - basse
- Todd Roper - batterie

## Discographie

### Albums studio
- 2000 : Deathray
- 2005 : Believe Me

### EP
- 2002 : White Sleeves